# Johann Anton Friedrich Raven
Johann Anton Friedrich Raven (* 3. Juni 1764 in Einbeck; † 23. März 1832 ebenda) war Privatgelehrter, Friedensrichter und Abgeordneter der Reichsstände des Königreichs  Westphalen.

## Leben
Johann Anton Friedrich Raven wurde als Sohn des Einbecker Patriziers Christian Raven und dessen Gemahlin Johanne Christine Wunstorf geboren. Bevor er als Rats- und Vizesyndikus in Einbeck tätig wurde, war er Privatgelehrter, Erzieher und Hofmeister in livländischen Familien. Von 1808 an übte er das Amt des Friedensrichters der Stadt Einbeck aus, war bis 1813 Mitglied des Wahlkollegiums für das Leine-Departement und vom 2. Juni 1808 bis zum 26. Oktober 1813 (Ende der Herrschaft Napoleons) als Grundbesitzer Abgeordneter für das Leine-Departement der Reichsstände des Königreichs Westphalen. Johann Anton war von November 1818 bis Oktober 1819 Mitglied der Provisorischen Allgemeinen Ständeversammlung des Königreichs Hannover und vom 28. Dezember 1819 bis 1825 als Deputierter der Stadt Einbeck in der 2. Kammer dieses Gremiums.
Er war Rat des Herzogtums Sachsen-Hildburghausen und gehörte der Freimaurerloge Georg zu den drei Säulen an.